# 루이 플로랑시
루이 플로렌시(프랑스어: Louis Florencie, 1896년 12월 4일~1951년 12월 4일)는 프랑스의 배우이다.

## 개인사
파리 11구에서 태어났으며 스페인에서 버스를 타고 여행 도중 사고를 당해 마드리드에서 사망하였다.

## 작품 목록

### 영화
- 파리의 하늘 아래 (1951년)
- 공황 (1947년)
- 천국의 아이들 (1945년)
- 21번가의 살인자 (1942년)
- 하늘의 뮤지션 (1940년)
- 최후의 망루 (1935년)
- 외인부대 (1934년)
- 보바리 부인 (1933년)